# Närmevärde
Närmevärde är inom matematiken ett värde som används vid beräkningar, som ersättning för ett exakt värde. Begreppet kan även benämnas approximation (efter latinets approximo, 'närma sig'), ett ord som också kan syfta på själva beräkningsmetoden för att ta fram ett närmevärde.
Ett närmevärde är en inexakt representation av något, men ändå så nära att den är användbar att nyttja. Den används ofta då det inte går att nå exakt med någon känd metod. Men den kan också appliceras på exempelvis former; en bit av randen på en tillräckligt stor cirkel kan ibland tillfredsställande approximeras med en rät linje.
Exempel på vanliga närmevärden för det irrationella talet π (pi) är 3,14 och 22/7 (3 + 1/7). Vid noggrannare beräkningar kan till exempel 3,14159 användas, och så vidare. Andra exempel på tal som ofta approximeras är e, gyllene snittet, roten ur primtal, och andra irrationella tal. Approximationer, och de fel som dessa medför, utgör grunden för beräkningsvetenskap.
Närmevärden skrivs ofta i decimalform. 
Approximation markeras med tecknet "ungefär lika med", liknande ett vågformigt likamedtecken: ≈ (HTML-kod &asymp;, Unicode-kod U+2248), exempelvis:
{\displaystyle {\sqrt {2}}\approx 1,41}
Resultatet av en approximation kallas för approximant.